# Cabut de Loreto
El cabut de Loreto (Capito wallacei) és una espècie d'ocell de la família dels capitònids (Capitonidae) que habita al Perú.

## Taxonomia i sistemàtica
El cabut de Loreto no fou descobert fins al 1996 i no va ser descrit formalment fins al 2000. Segons la Unió Internacional d'Ornitòlegs l'espècie és monotípica. Tanmateix, el Comitè de Classificació Sud-americà de l'American Ornithological Society (AOS) i la taxonomia de Clements inclouen el Cabut del Sira (Capito fitzpatricki) com a subespècie d'aquesta. El Laboratori Cornell d'Ornitologia reconeix a Birds of the World que la forma "Sira" és significativament diferent de la nominada i suggereix que se li atorgui la categoria d'espècie.

## Descripció
El cabut de Loreto fa uns 19,5 cm de llargada i pesa de 65 a 78 gr. El seu casquet i clatell són escarlata, mentre un ampli supercili blanc separa la corona de les cobertores negres de les orelles. La majoria de les parts superiors són negres, tret d'un groc mig de l'esquena i una gran taca blanca a la gropa. La gola i la part superior del pit són blanques, vorejades per sota per una àmplia banda escarlata, mentre que la resta de les parts inferiors són de tons groguencs.

## Distribució i hàbitat
Només s'ha trobat al cim d'una cresta coneguda com el pic 1538 al remot Parc Nacional de la Cordillera Blava al sud-oest del Departament de Loreto, Perú. Allà habita boscos humits, submontans i montans a cotes entre 1.350 i 1.500 metres.

## Estat
La UICN ha avaluat el cabut de Loreto com a vulnerable. Tot i que sembla ser bastant comú, el seu abast és petit i la població total s'ha estimat en menys de 1000 individus.